# Distretto di Luojiang
Il distretto di Luojiang (洛江区S, LuòjiāngP) è un distretto della Cina, situato nella provincia del Fujian.